# Clan mafioso Greco
La familia mafiosa de los Greco es un histórico y uno de los más influyentes clanes mafioso de Sicilia, que se remonta a finales del siglo XIX. La extensa familia gobernó tanto en Ciaculli como en Croceverde Giardini, dos enclaves situados al sureste en las afueras de Palermo en un área de cultivo de cítricos. Algunos miembros de la familia fueron figuras importantes de la Cosa Nostra siciliana. Salvatore "Ciaschiteddu" Greco  fue el primer" secretario "de la Comisión, mientras que Michele Greco, también conocido como el Papa , fue uno de sus sucesores.
De acuerdo con el pentito Antonino Calderone, “los Greco han ejercido el poder en toda Sicilia”. Según Giovanni Brusca, la familia Greco era muy importante y son los que inclinaban la balanza en todas las guerras internas de la mafia.

## Antecedentes
Ambos grupos probablemente tuvieron un ancestro común en Salvatore Greco que se menciona en el informe policial de Sangiorgi de finales del siglo XIX. Se le menta como capomafia de Ciaculli.
El jefe de Croceverde Giardini, Giuseppe Greco, también conocido como "Piddu u tinenti" (Piddu el teniente), era un gabelloto de Giardini, una finca de unas 300 hectáreas de huertos de cítricos, en particular de mandarinas que dan fama la zona de Croceverde y Ciaculli.
Los Greco fueron los típicos representantes de la mafia rural. En 1916, ordenaron el asesinato de un sacerdote que había denunciado la interferencia de la mafia en la administración de los ingresos eclesiásticos y los fondos de caridad durante un sermón del domingo. En 1921, un Greco, que había sufrido un sgarro (una afrenta personal) mató a dos pastores junto con su rebaño de ovejas. 

## La guerra entre los Greco: disputas familiares
En 1939 empezó una sangrienta  vendetta (venganza) entre ambos clanes durante una riña sobre una cuestión de honor entre jóvenes de los dos clanes. El hijo de Giuseppe Greco, conocido como "Piddu u tinenti" (Piddu el teniente), jefe de la cosca de Croceverde Giardini fue asesinado. En 1946-47, la sangrienta pelea interna entre las facciones de Ciaculli y Giardini Croceverde llegó a su clímax. El 26 de agosto de 1946,Giuseppe Greco, el jefe del clan de Ciaculli y cuñado de "Piddu u tinenti", y su hermano Pietro Greco fueron asesinados con ametralladoras y granadas. La facción de Ciaculli reaccionó unos meses más tarde, cuando dos de los hombres de Piddu el teniente fueron abatidos por la lupara, la típica escopeta siciliana de cañón corto. En venganza, la cosca de Giardini secuestró a dos miembros de la facción rival, los cuales nunca más aparecieron habiendo sido asesinados por medio de la llamada lupara bianca.
La lucha entre los clanes llegó a su cumbre con un tiroteo a gran escala en la plaza principal de Ciaculli el 17 de septiembre de 1947. Primeramente, fue derribado un importante miembro de la cosca de Giardini por una ametralladora. Viendo que no estaba muerto, dos mujeres del clan de Ciaculli, Antonina (51) y Rosalía (19), la viuda y la hija de uno de los jefes muertos el año anterior, descendieron a la calle y terminaron de rematar a la víctima con cuchillos de cocina. A cambio, el hermano y la hermana de la víctima dispararon a las mujeres, Antonina resultó herida y su hija muerta. Su atacante fue baleado y muerto por el hijo de Antonina de 18 años.
En total, once miembros de los dos clanes murieron y varios otros resultaron heridos en la pelea, antes de que otros jefes de la mafia de Palermo empezaran a ejercer presión sobre Piddu el teniente para poner fin a la contienda sangrienta, que atrajo mucho la atención pública. Por otra parte, con las muertes de los jefes de la facción rival, se esperaba que Piddu tomara cartas en el asunto y se atribuyese la responsabilidad de velar por las dos ramas de la familia. Su prestigio y estatus dependían de cómo afrontara la situación.

## Mediación
Piddu el teniente pidió la mediación de Antonio Cottone, el jefe de la familia de Villabate, una ciudad cercana a Ciaculli y Croceverde. Cottone, quien había sido deportado de los EE. UU., fue un mafioso influyentes tanto en Palermo como en su Villabate natal, y todavía tenía buenas conexiones en los EE. UU., en particular, con Joe Profaci, que venía del mismo pueblo. En ese momento, Profaci estaba en Sicilia, y parece que jugó un papel importante en las negociaciones de paz.
La paz entre las dos facciones rivales del clan Greco fue resuelto con la donación de los derechos de la propiedad de Giardini a Salvatore "Ciaschiteddu" Greco  (el hijo de Giuseppe Greco de Ciaculli) y su primo Salvatore Greco, también conocido como "l'ingegnere" (El ingeniero) o "Totò il lungo" (el hijo de Pietro Greco de Ciaculli ). Se convirtieron en copropietarios de una empresa de cítricos de exportación de frutas y socios en una empresa de autobuses.
Los historiadores son escépticos sobre la teoría de la venganza en esta lucha entre facciones. En juego estaba el control de las plantaciones de cítricos, la gestión del transporte y los negocios derivados de los cítricos, así como el control de los mercados mayoristas del este de Palermo. Seis de las víctimas de la guerra no llevaban el apellido Greco. La leyenda de la enemistad a muerte se extendió probablemente para ocultar los verdaderos motivos de la lucha.

### Descendientes de la facción de Ciaculli
Giuseppe Greco y Pietro Greco, de la facción de Ciaculli, ambos tuvieron un hijo que se convertiría en un importante mafioso:
- Salvatore "Ciaschiteddu" Greco (el hijo de Giuseppe Greco Greco y Santa, la hermana de Piddu el teniente))
- Salvatore Greco, Salvatore Greco, (el hijo de Pietro Greco), también conocido como "l'ingegnere" (el ingeniero) o "Totò il lungo".

### Descendientes de la facción de Croceverde Giardini
Giuseppe Greco,  también conocido como "Piddu u tinenti", jefe de la facción de Croceverde Giardini; tuvo dos hijos que saltaron a la fama de la Cosa Nostra:
- Michele Greco también conocido como el Papa.
- Salvatore Greco también conocido como el Senador. Se casó con la hija de Nino Cottone, el pacificador entre las dos facciones.

## Consolidación
Piddu el teniente se retiró de la vida activa como mafioso y se instaló en una casa moderna en Palermo, donde se consolidó y amplió sus relaciones de amistad con la alta sociedad, sirviéndose de sus conexiones cuando tenía problemas con la justicia. Su influencia en los círculos más altos de Palermo fue considerable. El cardenal Ernesto Ruffini aceptó una invitación de Piddu Greco para bendecir la nueva iglesia de Croceverde-Giardini.
Los Greco fueron protagonistas en el conflicto sobre el mercado de frutas y verduras al por mayor de Palermo, que se trasladó desde el área de Zisa a Acquasanta, perturbando el delicado equilibrio de poder dentro de la Cosa Nostra en enero de 1955. El clan de Acquasanta trató de entrometerse en el campo de la extorsión, que tradicionalmente pertenecía a la "mafia de los Jardines" — como los Greco y los Cottone — puesto que ahora el mercado estaba en su territorio.  Los jefes del clan mafioso de Acquasanta, Gaetano Galatolo y Nicola D’Alessandro, así como Francesco Greco, del clan de Ciaculli, un mayorista importante de frutas y hortalizas, fueron asesinados a causa de esta disputa.
Algunos pueblos de las afueras de Palermo, como Bagheria y Villabate, respondieron con el mismo tipo de violencia por el control de los mercados de riego, transportes, y los mercados mayoristas. El 22 de agosto de 1956, fue asesinado también Nino Cottone. Al final la familia mafiosa de Acquasanta tuvo que ceder parte de los beneficios de las extorsiones sobre el mercado mayorista con el clan mafioso de los Greco, que tradicionalmente había controlado la oferta de frutas y verduras en el mercado al por mayor de Palermo.

## En la Comisión
Aunque fueran descendientes de la antigua mafia rural, los primos Salvatore "Ciaschiteddu" Greco y Salvatore Greco "l'ingegnere" rápidamente aprendieron a sacar provecho de los beneficios del boom económico de la posguerra involucrándose en el contrabando de cigarrillos y el tráfico de heroína. Estuvieron presentes en las reuniones en el hotel delle Palme en octubre de 1957 entre los destacados mafiosos americanos y sicilianos. Pudo haber sido discutido de pasada el tráfico de heroína entre estos dos grupos, pero ciertamente no fue un acuerdo general sobre el comercio de heroína entre la mafia siciliana y la Cosa Nostra estadounidense, como se sugiere con frecuencia. 
En una de las reuniones, el jefe de la mafia italoestadounidense Joe Bonanno sugirió a sus homólogos de Sicilia que formaran una Comisión, siguiendo el ejemplo de la mafia americana que había formado su Comisión en la década de 1930. Los sicilianos estuvieron de acuerdo con esta sugerencia y Buscetta, Gaetano Badalamenti y Salvatore "Ciaschiteddu" Greco establecieron su funcionamiento y reglas. Así pues, a principios de 1958 la mafia siciliana formó su primera Comisión. "Ciaschiteddu" Greco fue nombrado como su primer segretario (secretario), en esencia un "primus inter pares". Esta preeminente posición le vino casi natural dada su condición de jefe de una de las familias más influyentes de la mafia de aquel tiempo. La Comisión, sin embargo, no fue capaz de evitar el estallido de una violenta guerra mafiosa en 1962.

## Primera guerra de la mafia
En los inicios de los 60, los primos  Salvatore "Ciaschiteddu" Greco  y  Salvatore Greco "l'ingegnere" también serían protagonistas en la Primera guerra de la mafia entre clanes rivales de Palermo por el control de las rentables oportunidades provocadas por el rápido crecimiento urbano y el comercio ilícito de heroína en América del Norte. El conflicto fue provocado por una disputa de un cargamento de heroína y por el asesinato de Calcedonio Di Pisa  – aliado de los Greco – en diciembre de 1962. Los Greco sospechaban de los hermanos Salvatore y Angelo La Barbera como causantes de su muerte. 
El choque entre los Greco y los la Barbera involucró una vieja y una nueva mafia. Según el juez antimafia Cesare Terranova los Greco "representaban a la Mafia tradicional, la mafia de la respetabilidad … y están unidos por una densa red de amistades, intereses y protecciones con los principales mafiosos de la zona de Palermo. Ocupan una posición de preeminencia en el sector del contrabando de cigarrillos y drogas. Los La Barbera, por el contrario, salen de la oscuridad y su poder consiste sobre todo en sus ganas de prosperar y en sus fieles secuaces – una banda de asesinos profesionales."
El 30 de junio de 1963 un coche bomba explotó cerca de la casa de los Greco en Ciaculli, matando a siete policías y militares enviados para desactivarla después de una llamada telefónica anónima. Es la llamada Masacre de Ciaculli, cuya indignación cambió lo que hasta entonces había sido una guerra entre clanes de la mafia en una guerra contra la mafia. Ello llevó a que aparecieran los primeros indicios de lucha contra la mafia por parte del Estado. La Comisión fue disuelta y muchos de los mafiosos que habían escapado del arresto huyeron al extranjero. Incluso el viejo Piddu Greco fue arrestado el octubre de 1965, y enviado a un destierro interno en Sicilia en mayo de 1966.
La represión causada por la masacre de Ciaculli trastocó el comercio de la heroína siciliana a los Estados Unidos. Muchos mafiosos fueron arrestados y encarcelados. El control sobre el tráfico cayó en manos de un pocos fugitivos: los primos Greco, Pietro Davì, Tommaso Buscetta y Gaetano Badalamenti.
Salvatore "El Ingeniero" y "Ciaschiteddu" Greco fueron sentenciados in absentia a 10 y 4 años respectivamente de prisión en el proceso de Catanzaro de 1968 que se inició como resultado de la Primera guerra de la mafia, pero como había estado prófugo desde 1963, no pisaron nunca la cárcel. "Ciaschiteddu" Greco se trasladó a Venezuela, y el paradero de "El Ingeniero" eran completamente desconocido. En 1973 recibieron el plazo máximo de cinco años de exilio interno a la remota isla de Asinara, pero nunca aparecieron para cumplir la sentencia.

## Resurgimiento
En la década de 1970 la mafia se había recuperado. Esta vez fueron los Greco de Croceverde quienes rozaron la excelencia. Los hermanos Michele Greco y Salvatore Greco  fueron capaces de entablar relaciones con los empresarios, políticos, magistrados y agentes de la ley a través de su membresía en las logias masónicas. El apodo de Salvatore Greco era "El Senador" por sus conexiones políticas. Fue el baluarte de los políticos democratacristianos como Giovanni Gioia, Vito Ciancimino y Giuseppe Insalaco. Banqueros y otras personalidades era invitadas a comer y a beber, y a tomar parte en las partidas de caza en la finca de Favarella de Michele Greco. La finca también fue utilizada como refugio de mafiosos que huían, y como laboratorio de heroína.
En 1974, la Comisión fue restaurada bajo la dirección de Gaetano Badalamenti. Michele Greco era miembro y en 1978 fue nombrado jefe de la Cupola, después de que su anterior líder Gaetano Badalamenti fuera expulsado en el período previo a la Segunda guerra de la mafia entre los Corleonesi encabezada por Totò Riina, y la facción encabezada por Stefano Bontate y Salvatore Inzerillo. En enero de 1978, el enfermo "Ciaschiteddu" Greco vino de Venezuela para tratar de detener a Gaetano Badalamenti, Giuseppe Di Cristina y Salvatore Inzerillo para que tomara represalias contra el creciente poder de los Corleonesi. Sus esfuerzos fueron en vano.

## Segunda guerra de la mafia
Poco a poco, Michele Greco se puso del lado de los corleoneses y, según algunos, no era más que un "títere" del jefe corleonés Totò Riina. Los corleoneses diezmaron a sus adversarios, cuando el conflicto latente se extendió en una guerra sin cuartel tras la muerte de Stefano Bontate en 1981. Según Tommaso Buscetta Michele Greco sólo asentía con la cabeza y estaba de acuerdo con prácticamente todo lo que Riina decía durante las reuniones entre los jefes de varias familias mafiosas. 
Durante la Segunda guerra de la mafia otro descendiente del clan Greco saltó a la fama: Pino Greco, un pariente lejano de Salvatore y Michele Greco. Giuseppe Pino  fue uno de los sicarios preferidos de Totò Riina y también se convirtió en miembro de la Comisión. Aunque nominalmente Michele Greco era su jefe y jefe de la Comisión, fue tratado por Pino Greco como un viejo hombre irrelevante, dejando en claro que era Pino Greco quien tenía el poder real, según cuenta el pentito Francesco Marino Mannoia. El desprecio por el líder de la Comisión era tal que ya no asistía a las reuniones de la Comisión, enviando a su segundo Vincenzo Puccio en su lugar.

## Declive
Hacia finales de 1985, Pino Greco desapareció. Fue asesinado por orden de Riina, pues pensaba que Greco se estaba haciendo demasiado ambicioso. Al parecer Riina fue alertado por algunos jóvenes mafiosos que veían a Greco como un potencial líder. Michele Greco fue detenido el 20 de febrero de 1986, y se unió a los cientos de acusados en el Maxi Proceso. Greco dio testimonio en el juicio y para ilustrar su posición como un ciudadano honesto, supuestamente, se jactaba de todas las personas ilustres que había conocido en su gran finca, entre ellos un exfiscal y jefes de policía.
El clan Greco perdió el control sobre el mandamento de Ciaculli, que se fusionó con el de Brancaccio y cuyo liderazgo con el tiempo cayó en manos de Giuseppe Graviano y su hermano Filippo de la familia mafiosa de Brancaccio. Salvatore Greco falleció el 25 de enero de 1991 por un ataque al corazón. Fue considerado como poco más que una pieza de museo - los Greco ya no eran parte de las estructuras de poder de la Cosa Nostra.